# Església de Santa Elisabet (Breslau)
L'Església de Santa Elisabet (en polonès: Bazylika św. Elżbiety) del Tercer Ordre Catòlic de Sant Francesc és una església gòtica de Breslau, Polònia. És una de les estructures més emblemàtiques del panorama del nucli antic de la ciutat.

## Història

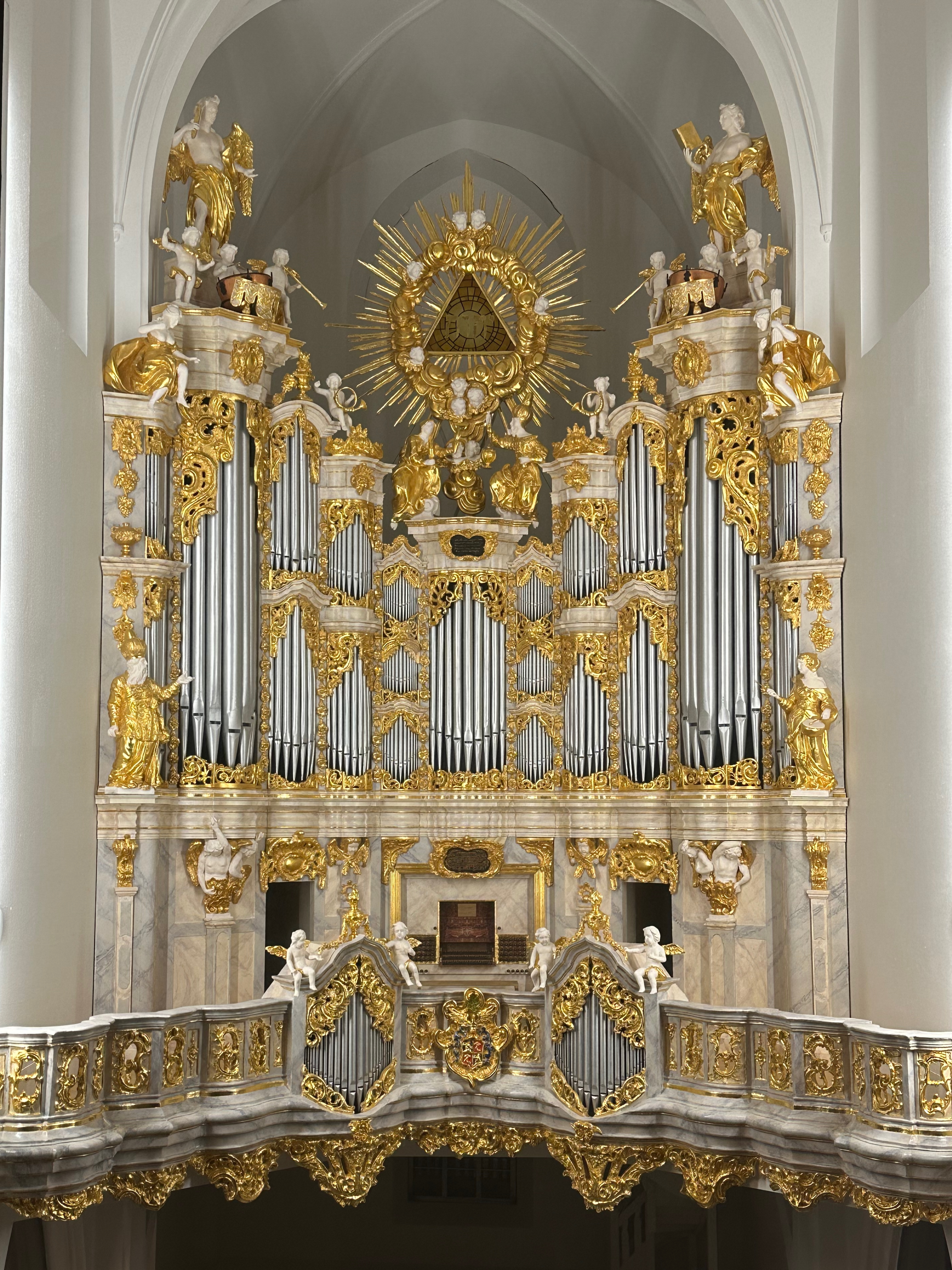
Orgue de l'Església de Santa Elisabet

L'estructura es remunta al segle XIV, quan la construcció va ser encarregada per la ciutat. La torre principal tenia originàriament 130 metres d'alçada. Des de 1525 fins a 1946, Santa Elisabet va ser la principal església luterana de Breslau i Silèsia i la principal congregació de l'⁣Església Evangèlica de Prússia a Breslau. El darrer sermó en alemany es va fer el 30 de juny de 1946, en homenatge a la pèrdua de la seu.
El 1946 va ser expropiada i cedida a la Capellania Militar de l'Església Catòlica Romana Polonesa. L'església va patir danys importants a causa d'una forta pedregada el 1529 i va quedar arrasada per un incendi el 1976. L'orgue, famós arreu, va ser destruït. La torre principal reconstruïda té ara una alçada de 91,5 metres, i una plataforma d'observació prop del cim està oberta al públic. Des de 1999 hi ha un memorial a la propietat de l'església al pastor Dietrich Bonhoeffer, originari de la ciutat (aleshores Breslau, Alemanya) i màrtir de la causa antinazi.